# Rui Licínio
Rui Licínio Barbosa Tavares (* 1. August 1974 in Padrão da Légua, Stadtteil von Senhora da Hora) ist ein portugiesischer Fußballschiedsrichterassistent.

## Leben
Als Jugendlicher spielte er Fußball im Verein seines Heimatortes, beim Padroense FC. Als er feststellte, dass sein Talent nicht zum Topspieler reichte, gab er das Fußballspielen im Alter von 25 Jahren auf. Auf Anraten eines Freundes schrieb er sich daraufhin für eine Schiedsrichterausbildung bei der Associação de Futebol do Porto ein, der Regionalverband des Landesverbands FPF für den Distrikt Porto.

## Einsätze
Seit 2012 steht er als Schiedsrichterassistent auf der Liste der FIFA-Schiedsrichter und leitet internationale Fußballpartien. Er ist (gemeinsam mit Paulo Soares) langjähriger Schiedsrichterassistent von Artur Dias bei internationalen Fußballspielen. Seit der Saison 2012/13 leitet er Spiele in der Europa League, seit der Saison 2013/14 Spiele in der Champions League.
Rui Licínio war unter anderem bei der U-20-Weltmeisterschaft 2015 in Neuseeland, bei der U-17-Weltmeisterschaft 2017 in Indien, beim olympischen Fußballturnier 2020 in Tokio und bei der Europameisterschaft 2021 als Schiedsrichterassistent von Artur Dias im Einsatz.